# Shō Shitatsu
Shō Shitatsu (尚 思達, 1408–1449) est un souverain du royaume de Ryūkyū qui règne de 1444 à 1449. Il est le fils ainé du roi Shō Chū. Il meurt sans héritier en 1449, et son oncle Shō Kinpuku lui succède sur le trône.

## Source de la traduction
- (en) Cet article est partiellement ou en totalité issu de l’article de Wikipédia en anglais intitulé « Shō Shitatsu » (voir la liste des auteurs).